# Museo de Berlín-Karlshorst
El Museo de Berlín-Karlshorst (en alemán: Museum Berlin-Karlshorst; en ruso: Музей Берлин-Карлсхорст), hasta 2022 conocido como el Museo Ruso-Alemán (Deutsch-Russisches Museum; Германо-российский музей), es un museo histórico de Berlín, Alemania, dedicado a las relaciones alemanas-soviéticas y alemanas-rusas, incluyendo un enfoque en la guerra alemana-soviética en el marco de la Segunda Guerra Mundial (1941-1945). Se trata del museo más importante a día de hoy sobre historia militar germano-rusa.
El objetivo del museo es crear un espacio de encuentro intercultural y educativo, el análisis crítico de la historia e intercambio de opiniones por medio de sus exhibiciones, con el fin de fomentar el entendimiento mutuo entre alemanes y rusos.

## Ubicación e inauguración
El museo está ubicado en el distrito de Karlshorst, en el lugar donde fue ratificada la histórica rendición incondicional de las fuerzas alemanas el 8 de mayo de 1945 tras ser firmada el día anterior en Reims, al norte de Francia. Con esta ratificación se decretó el fin de la Segunda Guerra Mundial en Europa. El edificio que alberga el museo fue el comedor de oficiales de la escuela de zapadores de la Wehrmacht y luego la sede de la Administración Militar Soviética en Alemania. En 1949, en este mismo lugar, los soviéticos entregaron la autoridad administrativa al primer gobierno de la República Democrática Alemana (RDA).
Entre 1967 y 1994, el edificio albergó una sucursal del Museo Central de las Fuerzas Armadas de Moscú que presentaba las derrotas de la Alemania nazi en la Gran Guerra Patria y su capitulación.
Después de los acuerdos de 1990 entre Alemania del Este y la Unión Soviética sobre la retirada de las Fuerzas Armadas Soviéticas estacionadas en Alemania, ambos países acordaron conmemorar conjuntamente en el mismo lugar la guerra germano-soviética y el fin del dominio nazi. Tras una extensiva reestructuración de la exposición permanente, el museo, bautizado como Museo Ruso-Alemán, se abrió al público en mayo de 1995.

## Exhibiciones

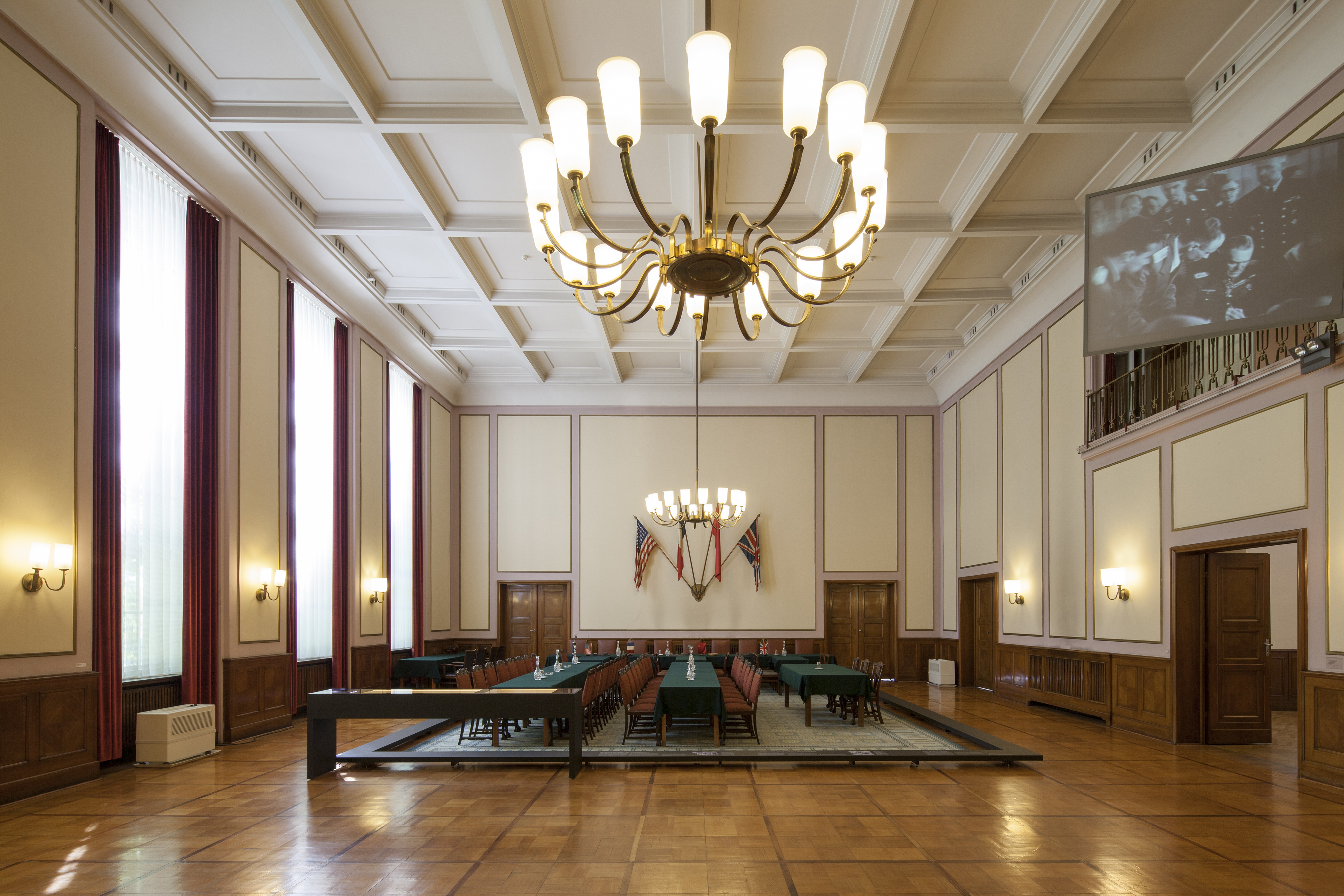

### Exhibición permanente

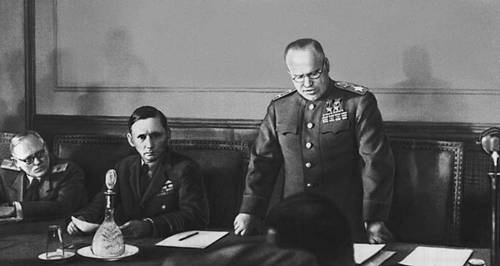

La exhibición permanente del museo, que se extiende sobre una superficie de 1000 m², narra la historia de las relaciones alemanas-soviéricas entre 1917 y 1990. El enfoque bélico de la Segunda Guerra Mundial incluye el contexto político y propagandístico (incluidas piezas sobre estereotipos), como también la vida cotidiana de los soldados de ambos lados del conflicto durante distintas fases de la guerra.

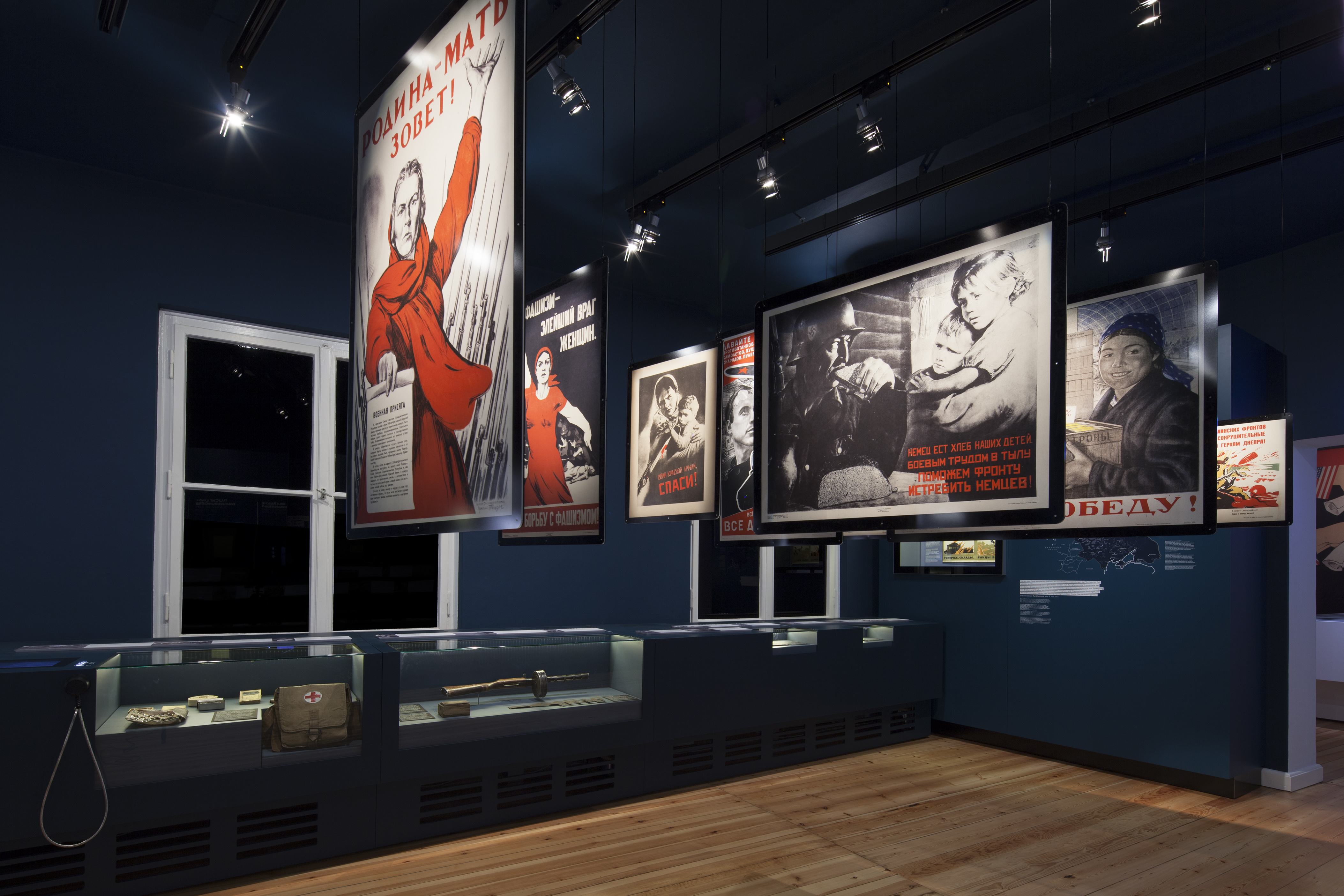

El centro del museo es la sala donde fue firmada la capitulación alemana, en la que se proyecta un filme en bucle que muestra la firma del acta de capitulación en 1945.
Más allá de las modernas galerías y salas de exhibición rediseñadas durante la renovación del museo, aún se conserva parte de la exhibición anterior a la retirada de las fuerzas soviéticas, que fue destinada a los militares rusos destinados en Berlín durante la Guerra Fría, como también algunos monumentos de la era soviética. Entre ellos cabe destacar un tanque T34 soviético elevado encima de un pedestal, y una exhibición de equipamiento miliar soviético de la Segunda Guerra Mundial y el período de posguerra.

### Exhibiciones especiales y actividades

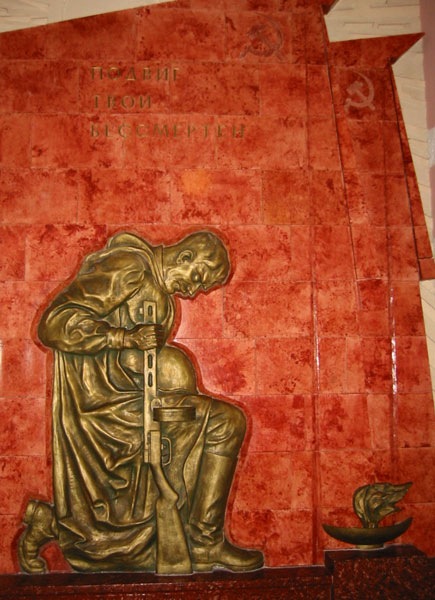

Desde 1997 el museo organiza exhibiciones especiales un par de veces al año en un espacio de unos 100 m², con temáticas desde memorias de la guerra a las relaciones más tardías entre Alemania y la Unión Soviética, y entre Alemania y los actuales Rusia, Bielorrusia y Ucrania (principales países del antiguo bloque soviético). Gracias a su extenso archivo con abundante material que no está presente en las exhibiciones permanentes (por falta de sitio), las exhibiciones temporales cuentan con suficientes piezas, entre reliquias, fotografías y documentos, para cada tema relevante que se quiere presentar al público. Algunas de estas exhibiciones se han realizado en otros museos alemanes, como también en museos rusos, ucranianos y otros. El museo publica un catálogo especial para cada una de las exhibiciones especiales, tanto en alemán como en ruso.
El museo ofrece además actividades académicas y científicas, conferencias, debates, excursiones para colegios y viajes temáticos a Rusia y Bielorrusia.
Cada año, el museo celebra un evento especial el 8 de mayo, día del fin de la Segunda Guerra Mundial en Europa.